# Jill Henneberg
Jill Henneberg, född den 22 september 1974, är en amerikansk ryttare.
Hon tog OS-silver i lagtävlingen i fälttävlan i samband med de olympiska ridsporttävlingarna 1996 i Atlanta.